# 普林塞薩港
普林塞薩港，又稱公主港（西班牙語：Puerto Princesa）是菲律賓巴拉望省中東部的一個港口城市。在行政區劃分上，公主港城市是巴拉望省的首府、菲律賓一級城市，以包括鱷魚養殖、休閒度假中心、海產料理以及潛水活動等特色的觀光景點聞名，也是菲律賓最乾淨環保的城市。
公主港市區北部50公里處是聯合國教科文組織的世界自然遺產：公主港地下河國家公園。

## 歷史
城市一開始由西班牙女王伊莎貝拉二世以其公主姓名阿松森命名此地為阿松森港（西班牙語：Puerto de Asunción），在阿松森公主過世後，女王因懷念公主，將這個有美麗風景的戰略要地命名為公主港。

### 城市別稱
除了正式名稱為公主港以外，公主港市又被稱為：
- 森林中的城市（英語：The City in a Forest）[3]
- 永生神之城（英語：City of the Living God）
- 菲律賓孔雀首府（英語：Peacock Capital of the Philippines）
- 西呂宋皇后（英語：Queen city of The Western Luzon）

## 地理
公主港位處於洪達灣（Honda Bay）南岸，外圍是蘇祿海（Sulu Sea），成為該處海灣的天然屏障。

## 人口統計

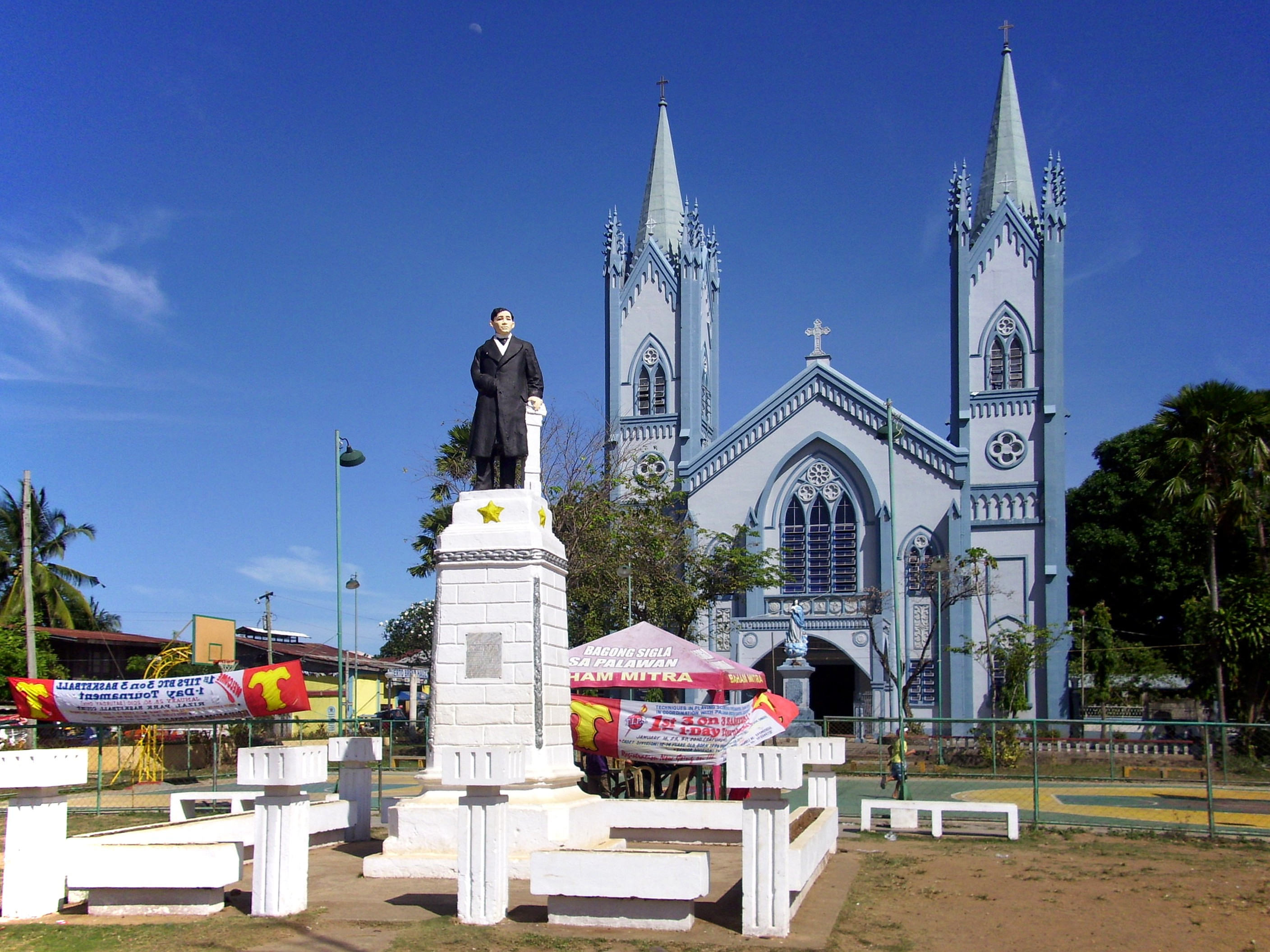
巴拉望省的聖母教堂與黎剎公園景觀

根據2015年人口普查，人口為255,116人。

## 交通

### 市區
- 嘟嘟車（英語：Tricycle）計程車
- 吉普尼（英語：Jeepney）公車[5]

### 對外交通
- 公主港國際機場

## 交流
是台灣新竹市的姐妹城市。

## 政府單位
執行反恐任務與保衛南沙群島的西部指揮中心總部也位於公主港城市。